# Bembidion octomaculatum
Bembidion octomaculatum es una especie de escarabajo del género Bembidion, familia Carabidae. Fue descrita científicamente por Goeze en 1777.
Habita en Albania, Argelia, Armenia, Austria, Azerbaiyán, Bielorrusia, Bélgica, Bosnia y Herzegovina, Bulgaria, Croacia, Chequia, Dinamarca, Finlandia, Francia, Georgia, Alemania, Gran Bretaña, Grecia, Hungría, Israel, Italia, Japón, Kazajistán, Kirguistán, Letonia, Lituania, Macedonia, Moldavia, Marruecos, Países Bajos, Polonia, Portugal, Rumania, Rusia, Serbia, Eslovaquia, Eslovenia, España, Suecia, Suiza, Tayikistán, Túnez, Turquía, Turkmenistán, Ucrania y Uzbekistán.